# Hinke Schokker
Hinke Schokker (26 september 1983) is een Nederlandse ultraloopster. Ze is meervoudig Nederlands kampioen en nationaal recordhoudster op de 100 km.
In 2018 was zij bij de Run Winschoten de eerste Nederlandse vrouw, maar werd ze geen Nederlands kampioen omdat ze niet over een wedstrijdlicentie van de Atletiekunie beschikte. In 2019 werd haar titel in eerste instantie geschrapt vanwege vermeend dopinggebruik, maar later werd ze hiervoor vrijgesproken. Ook in 2021 en 2022 won ze deze titel.

## Titels
| Discipline | Titel                | Jaar             |
| ---------- | -------------------- | ---------------- |
| 100 km     | Nederlands kampioene | 2019, 2021, 2022 |

## Persoonlijke Records
| Discipline  | Datum             | Plaats     | TIjd                 |
| ----------- | ----------------- | ---------- | -------------------- |
| Marathon    | 3 maart 2019      | Tokio      | 2:47.23              |
| 50 km       | 14 september 2019 | Winschoten | 3:29.16 (tussentijd) |
| 100 km      | 14 september 2019 | Winschoten | 7:34.04              |
| 24 uur      | 9 oktober 2022    | Deventer   | 226,336 km           |
| Spartathlon | 30 september 2023 | Sparta     | 34:22.48             |

## Palmares

### Halve marathon
- 2019: 6e Halve marathon van Zwolle - 1:22.54
- 2023:  Halve marathon Lauwersoog - 1:23.39[2]

### Marathon
- 2018:  Berenloop - 3:04.39
- 2019: 32ste Marathon Tokyo - 2:47.23
- 2019:  Marathon Zeeuws-Vlaanderen - 2:57.46
- 2019:  Mar-athon - 2:58.53
- 2019:  Marathon Zeeland - 2:58.46
- 2022:  Mar-athon - 2:59.15
- 2022:  Berenloop - 3:03.23
- 2022:  Wintermarathon Leeuwarden - 3:07.49
- 2023:  Marathon van Antwerpen - 3:02.39
- 2023:  Berenloop - 3:05.08
- 2024:  Marathon van Utrecht - 3:02.22

### 50 km
- 2019: 21ste WK in Brasov - 3:31.35

### 100 km
- 2018:  Run Winschoten - 8:00.34
- 2019:  Run Winschoten - 7:34.04 ( Nederlands kampioenschap)
- 2021: 5e Run Winschoten - 8:13.24 ( Nederlands kampioenschap)
- 2022:  Run Winschoten - 7:47.25 ( Nederlands kampioenschap)

### Andere afstanden
- 2019:  Zestig van Texel (60 km) - 4:36.33
- 2022:  24 uur van Deventer - 226,336 km
- 2023: 30ste Spartathlon (246 km) - 34:22.48